# 帕雷利亚斯
帕雷利亚斯是巴西北大河州的一个市镇。总面积513.052平方公里，总人口20608人，人口密度40.2人/平方公里。